# Emanuel Pastreich
Emanuel Pastreich (chinois : 贝一明; coréen : 임마누엘 페스트라이쉬; japonais : エマニュエル・パストリッチ) est né à Nashville, Tennessee, États-Unis en 16 octobre 1964 il est  professeur américain actuellement basé en Corée du Sud. Pastreich est directeur du The Asia Institute, directeur de l'Earth Management Institute et vice-président de l'université privée de Brain Education à Séoul. De 2011 à 2016, il a travaillé comme professeur de littérature est-asiatique à l’université Kyung Hee,. Ses écrits portent sur la littérature classique de l’Asie de l’Est,,, et sur les questions d'actualité en matiere de relations internationales et de technologie,. Pastreich a déclaré sa candidature à la présidence des États-Unis en tant qu'indépendant en février 2020 et poursuit sa campagne en prononçant de nombreux discours appelant à une approche transformationnelle de la sécurité et de l'économie.

## Biographie
Emanuel Pastreich est diplômé de la Lowell High School de San Francisco en 1983. En 1987, il obtint le diplôme (B.A.) en chinois de l’université Yale, puis s’en fut étudier pendant une année à l’étranger à l’université nationale de Taïwan.
Ensuite Emanuel Pastreich obtint un M.A. en littérature comparée à l’université de Tokyo en 1991. Il rédigea sa thèse entièrement en japonais Edo kôki bunjin Tanomura Chikuden: Muyô no shiga (The Late Edo Letratus Tanomura Chikuden : de l’Inutilité de peindre et de la poésie).
Il retourna aux États-Unis et en 1998 obtint son doctorat d’études sur Asie de l’Est à l’université Harvard. Il travailla comme professeur assistant à l’université de l'Illinois à Urbana-Champaign, puis à l’université George Washington et à Solbridge International School of Business. À présent Pastreich tient le poste de professeur associé au College of International Studies et de l’université Kyung Hee à Séoul,.

## Service public gouvernemental
Emanuel Pastreich fut conseiller pour les relations internationales auprès du gouverneur de la province de Chungnam (Corée du Sud), ainsi que conseiller pour les relations externes au centre de recherche de Daedeok Innopolis. En 2010 et en 2012 il siégea au comité de "l’administration de la cité et des investissements étrangers" de la ville de Daejon,, une cité considérée comme le centre de la 'science belt' en Corée du Sud.

## Expériences professionnelles
Emanuel Pastreich est directeur de The Asia Institute, une ONG qui conduit des recherches sur les comparaisons des relations internationales, sur l’environnement, et sur la technologie en Asie de l’Est. Pastreich fut aussi directeur de KORUS House (2005-2007), un think tank pour les relations internationales basée dans l’Ambassade de Corée du Sud à Washington D.C., et rédacteur en chef de Dynamic Korea, un journal du ministère coréen des Affaires étrangères sur la culture et la société coréenne.
Ses écrits incluent les livres suivants : The Novels of Park Jiwon: Translations of Overlooked Worlds, une collection de nouvelles d’un auteur pré-moderne en Corée ; The Visible Vernacular: Vernacular Chinese and the Emergence of a Literary Discourse on Popular Narrative in Edo Japan, une étude de la réception de la littérature vernaculaire chinoise au Japon ; Life is a Matter of Direction, Not Speed: A Robinson Crusoe in Korea, une description de ses expériences vécues en Corée du Sud et Scholars of the World Speak out About Korea's Future une série d’interviews avec des savants tels que Francis Fukuyama, Larry Wilkerson et Noam Chomsky sur la Corée du Sud contemporaine.

### Livres
- (en) The Novels of Park Jiwon: Translations of Overlooked Worlds (2011). Séoul, Seoul National University Press.  (ISBN 8952111761).
- (en) The Visible Mundane: Vernacular Chinese and the Emergence of a Literary Discourse on Popular Narrative in Edo Japan (2011). Séoul, Seoul National University Press.  (ISBN 895211177X).
- (ko) Insaeng eun sokudo anira banghyang ida: Habodeu baksa eui hanguk pyoryugi (Life is a Matter of Direction, Not of Speed: Records of a Robinson Crusoe in Korea) (2011). Londres, Nomad Books.  (ISBN 978-89-91794-56-6) (OCLC 768003697)
- (ko) Segye seokhak hanguk mirae reul mal hada (Scholars of the World Speak Out About Korea’s Future) (2012). Séoul, Dasan Books.  (ISBN 978-89-6370-072-4) (OCLC 823031171)
- (ko) Han'gukin man moreu neun dareun daehan min'guk (A Different Republic of Korea—About Which Only Koreans are Ignorant) (2013). Séoul, 21 Segi Books.  (ISBN 978-89-509-5108-5)